# Frédébal
Frédébal, aussi écrit Fred(e)bal ou Fredbalus, était un roi des Vandales du début du Ve siècle.
Roi des Vandales Sillings, il a été fait prisonnier à Bétique en 416 par Wallia, roi des Wisigoths. Frédébal a été envoyé à l'empereur romain Flavius Honorius à Ravenne,.

## Sources
- Hydace de Chaves
- Chronique de Frédégaire